# Desnudo (álbum de Emmanuel)
Desnudo es el octavo álbum de estudio del cantante mexicano Emmanuel. Fue lanzado por RCA Ariola en 1986. El álbum fue nominado para un Grammy a la mejor interpretación de Pop latino.

## Lista de canciones
Créditos adaptados de Apple Music

| Desnudo |                                   |                                                   |          |  |
| N.º     | Título                            | Escritor(es)                                      | Duración |  |
| 1.      | «Con qué derecho»                 | Juan Carlos Calderón                              | 3:12     |  |
| 2.      | «No te quites la ropa»            | Juan Carlos Calderón                              | 3:35     |  |
| 3.      | «Mujer de tantos hombres»         | Juan Carlos Calderón                              | 3:13     |  |
| 4.      | «Luces de bohemia para Elisa»     | José María Cano                                   | 4:20     |  |
| 5.      | «Toda la vida» (Tutta la vida)    | Lucio Dalla Adapt: al español: Luis Gómez Escolar | 4:51     |  |
| 6.      | «Es mi mujer»                     | K. C. Porter · Luis Gómez Escolar                 | 3:30     |  |
| 7.      | «Enfrentarnos de nuevo a la vida» | José María Cano                                   | 4:04     |  |
| 8.      | «Rayo de luna»                    | Juan Carlos Calderón · Luis Gómez Escolar         | 3:33     |  |
| 9.      | «Sólo»                            | José María Cano                                   | 4:21     |  |
| 10.     | «Qué largo fin de semana»         | Juan Carlos Calderón                              | 3:50     |  |
| 39:06   |                                   |                                                   |          |  |